# Distretto di Longotea
Il distretto di  Longotea è uno dei sei distretti della provincia di Bolívar, in Perù. Si trova nella regione di La Libertad e si estende su una superficie di  192,88 chilometri quadrati.